# Cote de Pablo
Pour les articles homonymes, voir Pablo et Fernández.
 (octobre 2008).
Si vous disposez d'ouvrages ou d'articles de référence ou si vous connaissez des sites web de qualité traitant du thème abordé ici, merci de compléter l'article en donnant les références utiles à sa vérifiabilité et en les liant à la section « Notes et références ».
María José de Pablo Fernández, plus connue sous le nom de Cote de Pablo, née le 12 novembre 1979 à Santiago du Chili, au Chili, est une actrice, chanteuse et réalisatrice américano-chilienne.
Elle est notamment connue pour son rôle de l'agent Ziva David dans la série télévisée NCIS : Enquêtes spéciales.

## Biographie

### Jeunesse et formation
Cote de Pablo est née à Santiago du Chili mais elle a grandi à Miami, en Floride, où elle a été élevée par sa mère María Olga Fernández, qui travaille dans le domaine de la télévision, en langue espagnole. En effet, alors qu'elle avait dix ans, sa mère obtint un emploi en relation avec Telemundo, c'est pourquoi elle et sa famille emménagèrent à Miami.
Elle a suivi ses études à l'Arvida Middle School of Miami, avant de faire carrière dans la comédie. En ce sens, elle a suivi une formation à l'université Carnegie-Mellon de Pittsburgh où elle étudia le théâtre, la composition et la musique de chambre. Elle y obtint un diplôme en 2000 (BFA en Acting and Musical Theater). Elle parle couramment l'anglais et l'espagnol, et maîtrise le français, le portugais et l'italien.
Son temps libre, elle le passe à l'écriture et à la composition de musique originale. Elle a acheté une maison à New York dans les années 2010 et a commencé à la rénover avec son compagnon de l'époque (Diego Serrano), mais vit à Los Angeles. En général, la plupart du temps, elle aime se reposer, aller au cinéma, regarder des films classiques à la télévision. Elle sort aussi à l'occasion avec ses amis mais ne va plus en boîtes de nuit comme auparavant. Enfin, elle aime la nature et préfère partir en vacances au soleil, si possible dans des endroits peu fréquentés par les touristes.

### Carrière
On peut la retrouver à la télévision dans : Measure for Measure (2002) dans le rôle de Juliet, L'éducation de Max Bickford (téléfilm, 2001) dans le rôle de Gina, The Jury (séries TV, 2004-05 -mois ? ou année ?-) dans le rôle de Margaret Cisneros, The Street (2002, série TV) dans le rôle de Fiona, When I grow up (film, 2003), et auparavant dans le soap All My Children (1998-2000), soap dans lequel joua également Lauren Holly en son temps, et où Cote de Pablo se fit connaître. C'est après son rôle dans The Jury qu'elle décrocha celui de Ziva David en 2005 et intégra l'équipe de NCIS : Enquêtes spéciales. En 2005, elle fit également ses débuts au théâtre à Broadway dans la pièce The Mambo Kings, pièce qu'elle joua également au Golden Gate Theater de San Francisco.
Elle a reçu le 18 août 2006 l'Award de la « meilleure actrice dans un second rôle » pour son rôle de Ziva David dans NCIS aux Imagen Awards (qui récompensent les personnalités des médias d'origine latino).
En 2008, elle a été nommée aux Imagen Awards dans la même catégorie qu'en 2006, ainsi qu'aux Alma Awards (les Alma Awards récompensent également les artistes d'origine latino) mais elle n'a gagné aucun de ces deux trophées.
En 2011, elle est nommée aux Alma Awards et gagne celui de la meilleure actrice dans une série dramatique (face à, entre autres, Sara Ramirez) pour son rôle de Ziva David dans NCIS.
Le 10 juillet 2013, Cote de Pablo annonce qu'elle quitte NCIS : Enquêtes spéciales mais qu'elle sera présente dans le premier épisode de la saison 11 afin de donner une belle fin à son personnage, Ziva David. L'actrice a indiqué avoir quitté la série car son personnage n'était pas assez bien « traité » dans les scénarios des épisodes. Il sera présumé mort plus tard à la fin de la saison 13, jusqu'à ce qu'on apprenne dans le treizième épisode de la saison 16 que Ziva est en fait vivante. En 2019, son personnage est de retour le temps de quelques épisodes de la saison 17.
Le 28 février 2024, Paramount + commande un nouveau spin-off centré sur Ziva et Tony qui se déroulera en Europe et qui racontera leur vie ainsi que celle de leur fille, Michael Weatherly et elle en seront les producteurs exécutifs. Le 7 mai 2024, on apprend que la série se nommera, NCIS: Tony & Ziva.

### Vie privée
Cote de Pablo a été dans une relation à long terme avec l'acteur Diego Serrano (en) pendant plusieurs années, Cote a confirmé leur séparation en juin 2015 dans une interview chilienne.

## Filmographie

### Cinéma
- 2010 : The Last Rites of Ransom Pride de Tiller Russell : Bruja
- 2015 : Les 33 (The 33) de Patricia Riggen : Jessica Vega

### Télévision
- 1998 à 2000 : All My Children de Agnes Nixon
- 2000 : The Street de Darren Star, Jeff Rake et Jeff Pinkner : Fiona (1 épisode)
- 2001 : L'Éducation de Max Bickford (The Education of Max Bickford) de Dawn Prestwich et Nicole Yorkin : Gina (1 épisode)
- 2002 : Measure for Measure : Juliet
- 2004 : The Jury de Barry Levinson : Marguerite Cisneros (10 épisodes)
- 2005 à 2013, puis 2019 à 2020 : NCIS : Enquêtes spéciales de Donald P. Bellisario et Don McGill : Officier de liaison, puis agent spécial Ziva David (principale saison 3 à 10, invitée saison 11 et 16 et récurrente saison 17)
- 2015 : The Dovekeepers de Yves Simoneau : Shirah (2 épisodes)
- 2016 : Prototype de Juan Carlos Fresnadillo : Laura Kale
- depuis 2025 : NCIS: Tony & Ziva : Ziva David

## Musique
- Cote de Pablo chante Temptation (chanson de Tom Waits présente sur l'album Franks Wild Years sorti en 1987) dans l'épisode de NCIS Haute trahison / Retrouvailles (Last Man Standing) sorti le 23 septembre 2008. La version intégrale, avec quelques paroles en français, se retrouve sur NCIS: The Official TV Soundtrack, album sorti le 10 février 2009.
- Elle chante deux chansons sur l'album Vivo En Vida de Roberto Pitre : Samba in prelude et Cry me a river.
- Cote de Pablo chante aussi la chanson I don't believe it anymore.
- Cote de Pablo interprète Gracias a la Vida de Violeta Parra dans le film Les 33[7].

## Distinctions

### Récompenses
- 2006 : Imagen Foundation Awards de la meilleure actrice dans un second rôle dans une série télévisée dramatique pour NCIS : Enquêtes spéciales (2005-2019) puis Agent Spécial Ziva David.
- 2011 : ALMA Awards de la meilleure actrice dans une série télévisée dramatique pour NCIS : Enquêtes spéciales (2005-2019) puis Agent Spécial Ziva David.
- 2016 : Imagen Foundation Awards de la meilleure actrice dans un second rôle dans un drame biographique pour Les 33 (The 33) (2015).

### Nominations
- 2008 : ALMA Awards de la meilleure actrice dans une série télévisée dramatique pour NCIS : Enquêtes spéciales (2005-2019) puis Agent Spécial Ziva David.
- 2009 : ALMA Awards de la meilleure actrice dans une série télévisée dramatique pour NCIS : Enquêtes spéciales (2005-2019) puis Agent Spécial Ziva David.
- 2009 : Imagen Foundation Awards de la meilleure actrice dans un second rôle dans une série télévisée dramatique pour NCIS : Enquêtes spéciales (2005-2019) puis Agent Spécial Ziva David.
- 2011 : Imagen Foundation Awards de la meilleure actrice dans un second rôle dans une série télévisée dramatique pour NCIS : Enquêtes spéciales (2005-2019) puis Agent Spécial Ziva David.
- 2012 : ALMA Awards de l'actrice préférée dans une série télévisée dramatique pour NCIS : Enquêtes spéciales (2005-2019) puis Agent Spécial Ziva David.
- 2020 : Imagen Foundation Awards de la meilleure actrice dans un second rôle dans une série télévisée dramatique pour NCIS : Enquêtes spéciales (2005-2019) puis Agent Spécial Ziva David.

## Voix françaises
Cote de Pablo est doublée par Cathy Diraison dans la série télévisée NCIS : Enquêtes spéciales.